# Берёзовка (Гафурийский район)
Берёзовка (баш. Берёзовка) — деревня в Гафурийском районе Республики Башкортостан Российской Федерации. Входит в состав Табынского сельсовета.

## География

### Географическое положение
Расстояние до:
- районного центра (Красноусольский): 27 км,
- центра сельсовета (Табынское): 5 км,
- ближайшей ж/д станции (Белое Озеро): 43 км.

## Население
| 2002 | 2009 | 2010 |
| ---- | ---- | ---- |
| 126  | ↘122 | ↗154 |